# Communion
Communion – siódmy album studyjny greckiego zespołu deathmetalowego Septicflesh. Wydawnictwo ukazało się 17 marca 2008 roku nakładem wytwórni muzycznej Season of Mist. W Japonii album trafił do sprzedaży nakładem Avalon/Marquee Inc. Natomiast w Rosji płyta ukazała się dzięki firmie CD-Maximum.
Nagrania zostały zarejestrowane we wrześniu 2007 roku w szwedzkim Fredman Studio we współpracy z producentem muzycznym Fredrikiem Nordströmem. W trakcie prace nad płytą zespół współpracował z Praską Orkiestrą Symfoniczną pod batutą Petra Pycha. Orkiestracje na potrzeby płyty przygotował muzyk Septicflesh – Christos Antoniou.

## Lista utworów
Opracowano na podstawie materiału źródłowego.
| Nr | Tytuł utworu         | Długość |
| -- | -------------------- | ------- |
| 1. | „Lovecraft's Death”  | 04:08   |
| 2. | „Anubis”             | 04:18   |
| 3. | „Communion”          | 03:25   |
| 4. | „Babel's Gate”       | 02:58   |
| 5. | „We, the Gods”       | 03:50   |
| 6. | „Sunlight/Moonlight” | 04:09   |
| 7. | „Persepolis”         | 06:09   |
| 8. | „Sangreal”           | 05:17   |
| 9. | „Narcissus”          | 03:59   |
|    |                      | 38:13   |

## Twórcy
Opracowano na podstawie materiału źródłowego. 
| Zespół Septicflesh w składzie - Seth Siro Anton – okładka, oprawa graficzna, gitara basowa, wokal prowadzący - Christos Antoniou – gitara rytmiczna, gitara prowadząca, sampler, orkiestracje - Sotiris V. – słowa, gitara rytmiczna, gitara prowadząca, wokal - Fotis Benardo – perkusja, instrumenty perkusyjne |  | Inni - Fredrik Nordström – inżynieria dźwięku, produkcja muzyczna - Jan Kotzmann, Henric Udd – inżynieria dźwięku - Cenda Kotzmann – asystent inżyniera dźwięku - Peter In De Betou – mastering - Gabriel Currington – orkiestracje - Jukka Tilli – zdjęcia |

## Wydania
| Rok  | Nr katalogowy | Format              | Wydawca             | Region         | Źródło |
| ---- | ------------- | ------------------- | ------------------- | -------------- | ------ |
| 2008 | SOM 174       | CD, Album           | Season Of Mist      | Francja/Europa | [ 4 ]  |
| 2008 | SOM 174       | CD, Album, Ltd, Dig | Season Of Mist      | Francja/Europa | [ 4 ]  |
| 2008 | SOM 174       | CD, Album, Promo    | Season Of Mist      | Francja/Europa | [ 4 ]  |
| 2008 | CDM 0408-2884 | CD, Album           | CD-Maximum          | Rosja          | [ 4 ]  |
| 2008 | MICP-10783    | CD, Album, Ltd      | Avalon/Marquee Inc. | Japonia        | [ 4 ]  |
| 2009 | NTR006        | LP, Album, Ltd      | Necroterror Records | Cypr           | [ 4 ]  |